# RaWrite
RaWrite es un programa (para Windows principalmente) que graba una imagen de un archivo en un disquette. Puede ser usado para grabar la imagen de un sistema operativo, que sea utilizable como disco de arranque.
La versión original fue escrita por Mark E. Becker a petición de Linus Torvalds
Existen versiones para otros sistemas operativos. En Linux y otros Unix se puede usar la orden dd que ya viene incluida con el sistema operativo.